# IHL 1997/98
Die Saison 1997/98 war die 53. reguläre Saison der International Hockey League. Während der regulären Saison bestritten die 18 Teams jeweils 82 Spiele. In den Play-offs setzten sich die Chicago Wolves durch und gewannen den ersten Turner Cup in ihrer Vereinsgeschichte.

## Teamänderungen
Folgende Änderungen wurden vor Beginn der Saison vorgenommen:
- Die Phoenix Roadrunners stellten den Spielbetrieb ein.

## Reguläre Saison

### Abschlusstabelle
Abkürzungen: GP = Spiele, W = Siege, L = Niederlagen, T = Unentschieden, OTL = Niederlage nach Overtime, GF = Erzielte Tore, GA = Gegentore, Pts = Punkte

#### Eastern Conference
| Central Division      | GP | W  | L  | T | OTL | GF  | GA  | Pts |
| --------------------- | -- | -- | -- | - | --- | --- | --- | --- |
| Fort Wayne Komets     | 82 | 47 | 29 | 0 | 6   | 270 | 243 | 100 |
| Cincinnati Cyclones   | 82 | 40 | 30 | 0 | 12  | 275 | 254 | 92  |
| Indianapolis Ice      | 82 | 40 | 36 | 0 | 6   | 245 | 261 | 86  |
| Cleveland Lumberjacks | 82 | 35 | 37 | 0 | 10  | 228 | 262 | 80  |
| Michigan K-Wings      | 82 | 36 | 39 | 0 | 7   | 223 | 261 | 79  |

| Northeast Division    | GP | W  | L  | T | OTL | GF  | GA  | Pts |
| --------------------- | -- | -- | -- | - | --- | --- | --- | --- |
| Detroit Vipers        | 82 | 47 | 20 | 0 | 15  | 267 | 232 | 109 |
| Orlando Solar Bears   | 82 | 42 | 30 | 0 | 10  | 258 | 251 | 94  |
| Grand Rapids Griffins | 82 | 38 | 31 | 0 | 13  | 225 | 242 | 89  |
| Rafales de Québec     | 82 | 27 | 48 | 0 | 7   | 211 | 292 | 61  |

#### Western Conference
| Midwest Division   | GP | W  | L  | T | OTL | GF  | GA  | Pts |
| ------------------ | -- | -- | -- | - | --- | --- | --- | --- |
| Chicago Wolves     | 82 | 55 | 24 | 0 | 3   | 301 | 258 | 113 |
| Kansas City Blades | 82 | 41 | 29 | 0 | 12  | 269 | 258 | 94  |
| Milwaukee Admirals | 82 | 43 | 34 | 0 | 5   | 267 | 262 | 91  |
| Manitoba Moose     | 82 | 39 | 36 | 0 | 7   | 269 | 254 | 85  |

| Southwest Division  | GP | W  | L  | T | OTL | GF  | GA  | Pts |
| ------------------- | -- | -- | -- | - | --- | --- | --- | --- |
| Long Beach Ice Dogs | 82 | 53 | 20 | 0 | 9   | 282 | 210 | 115 |
| Houston Aeros       | 82 | 50 | 22 | 0 | 10  | 268 | 214 | 110 |
| Utah Grizzlies      | 82 | 47 | 27 | 0 | 8   | 276 | 234 | 102 |
| Las Vegas Thunder   | 82 | 33 | 39 | 0 | 10  | 260 | 305 | 76  |
| San Antonio Dragons | 82 | 25 | 49 | 0 | 8   | 233 | 334 | 58  |

## Turner-Cup-Playoffs
|  | Turner-Cup-Achtelfinale | Turner-Cup-Achtelfinale | Turner-Cup-Achtelfinale |                       |                     | Turner-Cup-Viertelfinale | Turner-Cup-Viertelfinale | Turner-Cup-Viertelfinale |  |  | Turner-Cup-Halbfinale | Turner-Cup-Halbfinale | Turner-Cup-Halbfinale |  |  | Turner-Cup-Finale | Turner-Cup-Finale | Turner-Cup-Finale |
|  |                         |                         |                         |                       |                     |                          |                          |                          |  |  |                       |                       |                       |  |  |                   |                   |                   |
|  | NE1                     | Detroit Vipers          | 3                       |                       |                     |                          |                          |                          |  |  |                       |                       |                       |  |  |                   |                   |                   |
|  | C5                      | Michigan K-Wings        | 1                       |                       |                     |                          |                          |                          |  |  |                       |                       |                       |  |  |                   |                   |                   |
|  | C5                      | Michigan K-Wings        | 1                       | NE1                   | Detroit Vipers      | 4                        |                          |                          |  |  |                       |                       |                       |  |  |                   |                   |                   |
|  |                         |                         |                         | NE1                   | Detroit Vipers      | 4                        |                          |                          |  |  |                       |                       |                       |  |  |                   |                   |                   |
|  |                         |                         | C2                      | Cincinnati Cyclones   | 2                   |                          |                          |                          |  |  |                       |                       |                       |  |  |                   |                   |                   |
|  | C2                      | Cincinnati Cyclones     | C2                      | Cincinnati Cyclones   | 2                   | 3                        |                          |                          |  |  |                       |                       |                       |  |  |                   |                   |                   |
|  | C2                      | Cincinnati Cyclones     |                         |                       |                     | 3                        |                          |                          |  |  |                       |                       |                       |  |  |                   |                   |                   |
|  | NE3                     | Grand Rapids Griffins   | 0                       |                       |                     |                          |                          |                          |  |  |                       |                       |                       |  |  |                   |                   |                   |
|  | NE3                     | Grand Rapids Griffins   | 0                       | NE1                   | Detroit Vipers      | 4                        |                          |                          |  |  |                       |                       |                       |  |  |                   |                   |                   |
|  |                         |                         |                         | NE1                   | Detroit Vipers      | 4                        | Eastern Conference       |                          |  |  |                       |                       |                       |  |  |                   |                   |                   |
|  |                         | NE2                     | Orlando Solar Bears     | 2                     |                     |                          |                          |                          |  |  |                       |                       |                       |  |  |                   |                   |                   |
|  | NE2                     | NE2                     | Orlando Solar Bears     | 2                     | Orlando Solar Bears | 3                        |                          |                          |  |  |                       |                       |                       |  |  |                   |                   |                   |
|  | NE2                     |                         |                         |                       | Orlando Solar Bears | 3                        |                          |                          |  |  |                       |                       |                       |  |  |                   |                   |                   |
|  | C3                      | Indianapolis Ice        | 2                       |                       |                     |                          |                          |                          |  |  |                       |                       |                       |  |  |                   |                   |                   |
|  | C3                      | Indianapolis Ice        | 2                       | NE2                   | Orlando Solar Bears | 4                        |                          |                          |  |  |                       |                       |                       |  |  |                   |                   |                   |
|  |                         |                         |                         | NE2                   | Orlando Solar Bears | 4                        |                          |                          |  |  |                       |                       |                       |  |  |                   |                   |                   |
|  |                         |                         | C4                      | Cleveland Lumberjacks | 2                   |                          |                          |                          |  |  |                       |                       |                       |  |  |                   |                   |                   |
|  | C1                      | Fort Wayne Komets       | C4                      | Cleveland Lumberjacks | 2                   | 1                        |                          |                          |  |  |                       |                       |                       |  |  |                   |                   |                   |
|  | C1                      | Fort Wayne Komets       |                         |                       |                     |                          |                          |                          |  |  |                       |                       |                       |  |  |                   |                   |                   |
|  | C4                      | Cleveland Lumberjacks   | 3                       |                       |                     |                          |                          |                          |  |  |                       |                       |                       |  |  |                   |                   |                   |
|  | C4                      | Cleveland Lumberjacks   | 3                       | NE1                   | Detroit Vipers      | 3                        |                          |                          |  |  |                       |                       |                       |  |  |                   |                   |                   |
|  |                         |                         |                         |                       |                     |                          |                          |                          |  |  |                       |                       |                       |  |  |                   |                   |                   |
|  |                         | MW1                     | Chicago Wolves          | 4                     |                     |                          |                          |                          |  |  |                       |                       |                       |  |  |                   |                   |                   |
|  | SW1                     | MW1                     | Chicago Wolves          | 4                     | Long Beach Ice Dogs | 3                        |                          |                          |  |  |                       |                       |                       |  |  |                   |                   |                   |
|  | SW1                     |                         |                         |                       | Long Beach Ice Dogs | 3                        |                          |                          |  |  |                       |                       |                       |  |  |                   |                   |                   |
|  | SW4                     | Las Vegas Thunder       | 1                       |                       |                     |                          |                          |                          |  |  |                       |                       |                       |  |  |                   |                   |                   |
|  | SW4                     | Las Vegas Thunder       | 1                       | SW1                   | Long Beach Ice Dogs | 4                        |                          |                          |  |  |                       |                       |                       |  |  |                   |                   |                   |
|  |                         |                         |                         | SW1                   | Long Beach Ice Dogs | 4                        |                          |                          |  |  |                       |                       |                       |  |  |                   |                   |                   |
|  |                         |                         | MW2                     | Kansas City Blades    | 3                   |                          |                          |                          |  |  |                       |                       |                       |  |  |                   |                   |                   |
|  | MW2                     | Kansas City Blades      | MW2                     | Kansas City Blades    | 3                   | 3                        |                          |                          |  |  |                       |                       |                       |  |  |                   |                   |                   |
|  | MW2                     | Kansas City Blades      |                         |                       |                     | 3                        |                          |                          |  |  |                       |                       |                       |  |  |                   |                   |                   |
|  | SW3                     | Utah Grizzlies          | 1                       |                       |                     |                          |                          |                          |  |  |                       |                       |                       |  |  |                   |                   |                   |
|  | SW3                     | Utah Grizzlies          | 1                       | SW1                   | Long Beach Ice Dogs | 2                        |                          |                          |  |  |                       |                       |                       |  |  |                   |                   |                   |
|  |                         |                         |                         | SW1                   | Long Beach Ice Dogs | 2                        | Western Conference       |                          |  |  |                       |                       |                       |  |  |                   |                   |                   |
|  |                         | MW1                     | Chicago Wolves          | 4                     |                     |                          |                          |                          |  |  |                       |                       |                       |  |  |                   |                   |                   |
|  | MW1                     | MW1                     | Chicago Wolves          | 4                     | Chicago Wolves      | 3                        |                          |                          |  |  |                       |                       |                       |  |  |                   |                   |                   |
|  | MW1                     |                         |                         |                       |                     |                          |                          |                          |  |  |                       |                       |                       |  |  |                   |                   |                   |
|  | MW4                     | Manitoba Moose          | 0                       |                       |                     |                          |                          |                          |  |  |                       |                       |                       |  |  |                   |                   |                   |
|  | MW4                     | Manitoba Moose          | 0                       | MW1                   | Chicago Wolves      | 4                        |                          |                          |  |  |                       |                       |                       |  |  |                   |                   |                   |
|  |                         |                         |                         | MW1                   | Chicago Wolves      | 4                        |                          |                          |  |  |                       |                       |                       |  |  |                   |                   |                   |
|  |                         |                         | MW3                     | Milwaukee Admirals    | 2                   |                          |                          |                          |  |  |                       |                       |                       |  |  |                   |                   |                   |
|  | SW2                     | Houston Aeros           | MW3                     | Milwaukee Admirals    | 2                   | 1                        |                          |                          |  |  |                       |                       |                       |  |  |                   |                   |                   |
|  | SW2                     | Houston Aeros           |                         |                       |                     |                          |                          |                          |  |  |                       |                       |                       |  |  |                   |                   |                   |
|  | MW3                     | Milwaukee Admirals      | 3                       |                       |                     |                          |                          |                          |  |  |                       |                       |                       |  |  |                   |                   |                   |

### Turner-Cup-Sieger
| Turner-Cup-Sieger Chicago Wolves | Torhüter: Stéphane Beauregard, Wendell Young Verteidiger: Craig Binns, Dave Craievich, Kevin Dahl, Oleksandr Hodynjuk, Paul Koch, Matt Martin, Jeremy Mylymok, Bob Nardella, Tom Tilley, Dennis Vial Angreifer: Jamie Baker, Doug Barrault, Tim Bergland, Tim Breslin, Rawil Gusmanow, Steve Larouche, Steve Maltais, Chris Marinucci, Steve Martins, Scott Pearson, Marc Potvin, Marc Rodgers, Alexander Semak Cheftrainer: John Anderson General Manager: Kevin Cheveldayoff |

## Vergebene Trophäen

### Mannschaftstrophäen
| Auszeichnung                                          | Team                |
| ----------------------------------------------------- | ------------------- |
| Turner Cup Gewinner der IHL-Playoffs                  | Chicago Wolves      |
| Fred A. Huber Trophy Bestes Team der regulären Saison | Long Beach Ice Dogs |

### Individuelle Trophäen
| Auszeichnung                                                                             | Spieler          | Team                |
| ---------------------------------------------------------------------------------------- | ---------------- | ------------------- |
| James Gatschene Memorial Trophy MVP der regulären Saison                                 | Patrice Lefebvre | Las Vegas Thunder   |
| Leo P. Lamoureux Memorial Trophy Bester Scorer                                           | Patrice Lefebvre | Las Vegas Thunder   |
| Governor’s Trophy Bester Verteidiger                                                     | Dan Lambert      | Long Beach Ice Dogs |
| James Norris Memorial Trophy Torhüter mit den wenigsten Gegentoren                       | Mike Buzak       | Long Beach Ice Dogs |
| James Norris Memorial Trophy Torhüter mit den wenigsten Gegentoren                       | Kay Whitmore     | Long Beach Ice Dogs |
| Garry F. Longman Memorial Trophy Bester Rookie                                           | Todd White       | Indianapolis Ice    |
| Ken McKenzie Trophy Bester US-amerikanischer Rookie                                      | Eric Nickulas    | Orlando Solar Bears |
| Commissioner’s Trophy Bester Trainer                                                     | John Torchetti   | Fort Wayne Komets   |
| Ironman Award Spieler mit allen Saisoneinsätzen und beständig hohen Leistungen           | Mike Tomlak      | Milwaukee Admirals  |
| IHL Man of the Year Spieler/Person mit besonderen Engagement in der Gesellschaft         | Rod Miller       | Utah Grizzlies      |
| Comeback Player of the Year Spieler mit leistungsstarkem Comeback nach langer Verletzung | Mike Tomlak      | Milwaukee Admirals  |
| Norman R. „Bud“ Poile Trophy MVP der Turner-Cup-Playoffs                                 | Alexander Semak  | Chicago Wolves      |